# L'Arc~en~Ciel
L'Arc〜en〜Ciel(프랑스어: L'Arc~en~Ciel 라르캉시엘[*](‘무지개’), 일본어: ラルク アン シエル 라루쿠 안 시에루[*])은 팬들에게는 라루쿠(ラルク) 또는 라르크(L'Arc)로 알려져 있는 일본의 4인조 록 밴드이다.

## 역사
1991년 일본 오사카시에서 리더인 베이스 tetsu와 보컬 hyde를 중심으로 결성, 이후 기타와 드럼의 멤버 교체 후 테츠의 중학교 선배였던 ken을 기타로 영입하여 기본 3인 구조가 갖추어졌다.
1994년 7월 1일 비디오 싱글 眠りによせて(잠에 기대어)로 메이저 데뷔했다.
1997년에 드럼의 sakura가 마약 혐의로 구속, 예정된 싱글 발매도 취소되는 등 해체 위기를 겪으며 잠시 3인으로 활동하다가 같은 소속사의 선배였던 yukihiro가 1998년 1월 대체 멤버로 가입했다.
1997년 1997 REINCARNATION으로 도쿄돔 공연표 55,000석 최단시간 매진 신기록 (당시 기준, 4분)을 기록했다.
1998년 7월 8일 동시발매한 세 장의 싱글 HONEY, 浸食~lose control~, 花葬 이 각각 오리콘 차트 1위, 2위, 4위를 기록하며 한 아티스트의 싱글이 한 차트에 등장한 것으로는 최다라는 기록을 세우게 된다.
홍백가합전 1998년, 1999년, 2000년 3년 연속 참가라는 쾌거를 이뤄내며 명실상부한 톱 아티스트 대열에 들어섰다.
GLAY, LUNA SEA와 더불어 일본의 3대 락 밴드, 일본 락의 살아있는 역사라는 언론의 평가를 받았다. 그러나 2001년 hyde의 제의로 멤버 4인이 각각 솔로 활동을 시작했다.
hyde는 HYDE, tetsu는 TETSU69, ken은 S.O.A.P (SONS OF ALL PUSSYS), yukihiro는 acid android로서의 솔로활동이 길어지며 해산설이 돌기도 했지만 2003년 Shibuya 7 Days로 화려하게 부활, 2004년 3월 31일 9번째 정규앨범 《SMILE》로 소문을 매듭짓는다.
2005년에는 다시 멤버가 모여 연초부터 싱글을 연속 발매, 멤버들이 서로 포지션을 바꾸어 연주하는 특별세션 P'UNK~EN~CIEL이 출범한다. 이는 베이스 tetsu가 보컬, 보컬 hyde가 기타, 드럼 yukihiro가 베이스, 기타 ken이 드럼을 맡는 것이다. 이때부터 과거 발매되었던 노래를 새롭게 편곡하여 싱글의 커플링곡으로 넣기 시작했다. 또한 2005년 ASIA LIVE 2005의 일환으로 최초의 내한 라이브를 가진 바 있다.
2006년은 데뷔 15주년을 맞아 15th L'Anniversary Live로서 도쿄돔 공연 2일, 110,000석을 2분만에 최단시간 매진, 자신의 기록을 다시 깨뜨렸다(당시 기준, 현재는 2008년 X JAPAN 재결성 라이브 1분이 최단시간 기록). 또한 15주년을 맞이해 과거의 히트싱글 15작을 재발매, 1997년 sakura 사건으로 취소되었던 the Fourth Avenue Cafe가 발매되어 많은 팬들의 염원을 풀어주었다.
2008년 첫 파리 라이브를 포함한 TOUR 2008 L'7 ~Trans ASIA via PARIS~를 마치고, 싱글 NEXUS 4 / SHINE 발매 이후, 결성 20주년이 되는 2011년까지의 라이브 공연 휴지를 선언하였다.
2009년 12월 1일 베이스의 tetsu가 자신의 아티스트명을 tetsuya로 변경하고, 솔로는 TETSUYA로 바뀐다.
2010년 1월 27일 싱글 《BLESS》를 발매하였고 3월 10일에는 멤버별로 가장 좋다고 생각하는 곡을 각각 모아놓은 베스트 앨범인 《QUADRINITY ~MEMBER'S BEST SELECTIONS~》를 발매하였다.
12월 31일 10년만에 홍백가합전에 출전하였다.
2011년 마쿠하리 멧세 국제전시장 9-11에서 20th L'Anniversary Starting Live "L'A HAPPY NEW YEAR!"라는 이름으로 신년 기념 라이브를 하였고 2011년의 라이브 및 발매 일정에 대해 공개하였다.
2011년 2월 16일 20주년 베스트앨범인 《Twenity 1991-1996》《Twenity 1997-1999》《Twenity 2000-2010》을 발매, 커버곡 I'Love Rock'n Roll이《Twenity 2000-2010》에 수록 첫 패키지화되었다.
5월 28일부터 이틀동안 데뷔 20주년을 맞아 아지노모토 스타디움에서 20th L'Anniversary Live를 개최, 10만명의 관객을 동원하였다.
28일은 《DUNE》부터《HEART》까지의 악곡 중심, 29에는 《ARK》《RAY》부터 《KISS》까지의 악곡 중심의 구성이라는것을 사전 발표 많은 팬들의 기대를 안았다.
또 이 라이브는 해외 6도시 파리,런던,뉴욕,대만,홍콩,서울 9개소의 극장 및 일본내의 40개의 극장에서 20th L'Anniversary Live ·Viewing in Theater라는 이름으로 2만명의 관객을 동원, 위성 생중계 되었다.
그리고 29일에는 라이브가 끝난후 TOUR 2008 L'7 ~Trans ASIA via PARIS~ 이래 약 3년만의 투어 20th L'Anniversary Tour가 9월 10일(토)~11일(일) 사이타마 슈퍼아레나를 시작, 12월 3일(토)~4일(일) 쿄세라 돔 오사카까지, 전국 5대도시의 아레나 회장을 투어 하는 것을 발표하였다. 또, 2012년에 World Circuit도 발표, 홍콩, 상해, 타이베이, 방콕, 뉴욕, 런던, 파리, 도쿄가 투어하는 해외 도시로 발표.
그리고 20th L'Anniversary 첫 싱글로 영화 "강철의 연금술사 탄식의 언덕(미로스)의 성스러운 별"의 주제곡 《GOOD LUCK MY WAY》가 6월 29일 발매되었고 그 주 오리콘 차트 최고 3위를 차지했다.
이후 20주년 제2탄 싱글《X X X》와 영화 "와일드 7"의 주제가로 쓰인《CHASE》가 차례로 발매되었다. 이중《CHASE》는 한정판에 새앨범의 최종 마스터링 체크를 USTREAM 실시간 중계로 볼 수 있는 '비밀의 엑세스 코드'를 동봉했다.
USTREAM 생중계에서는 싱글《DRINK IT DOWN》부터《CHASE》와 신곡 4개를 포함, 총 11곡을 수록한 약 4년 3개월 만의 뉴 앨범《BUTTERFLY》의 발매를 발표한다.
또 20th L'Anniversary WORLD TOUR 2012 THE FINAL의 상세 정보와 더불어 하와이에서의 라이브도 함께 발표했다.
2012년 1월에는 WORLD TOUR 2012의 추가국으로 한국이 발표되었고, 서울에서의 라이브는 2012.5.5 (토) 오후 7시 잠실 실내 체육관에서 열리게 되었다.
20th L'Anniversary WORLD TOUR 2012 THE FINAL 요코하마 닛산 스타디움, 오사카 유니버설 스튜디오가 매진으로 팬들의 요청에 의해 5월 26일(토),27(일) 도쿄 국립 경기장에서 추가공연을 하는 것으로 발표,
잔디와 육상 트랙의 관리, 인근 주민에게 소음의 배려 등으로 인해 사용 조건이 엄격해서 단독공연은 SMAP, DREAMS COME TRUE, 아라시 이후로 4번째, 아티스트 밴드로서는 첫 번째의 위업달성이다.

## 음반

#### 인디즈
1. Floods of tears / 夜想花 (indies single) (1992년 11월 25일)

#### 메이저
- Video Single

1. 眠りによせて (major debut single) (1994년 7월 1일)
2. and She Said (1995년 5월 21일)

- Single

1. Blurry Eyes (1994년 10월 21일)
2. Vivid Colors (1995년 7월 6일)
3. 夏の憂鬱 [time to say good-bye] (1995년 10월 21일)
4. 風にきえないで (1996년 7월 8일)
5. flower (1996년 10월 17일)
6. Lies and Truth (1996년 11월 21일)
7. 虹 (1997년 10월 17일)
8. winter fall (1998년 1월 28일)
9. DIVE TO BLUE (1998년 3월 25일)
10. HONEY (1998년 7월 8일)
11. 花葬 (1998년 7월 8일)
12. 浸食 ~lose control~ (1998년 7월 8일)
13. snow drop (1998년 10월 7일)
14. forbidden lover (1998년 10월 14일)
15. HEAVEN'S DRIVE (1999년 4월 21일)
16. Pieces (1999년 6월 2일)
17. Driver's High (1999년 8월 11일)
18. LOVE FLIES (1999년 10월 27일)
19. NEO UNIVERSE / finale (2000년 1월 19일)
20. STAY AWAY (2000년 7월 19일)
21. Spirit dreams inside -another dream- (2001년 9월 5일)
22. READY STEADY GO (2004년 2월 4일)
23. 瞳の住人 (2004년 3월 3일)
24. 自由への招待 (2004년 6월 2일)
25. Killing Me (2005년 1월 13일)
26. New World (2005년 4월 6일)
27. 叙情詩 (2005년 5월 18일)
28. Link (2005년 7월 20일)
29. the Fourth Avenue Café (2006년 8월 30일)
30. SEVENTH HEAVEN (2007년 5월 30일)
31. MY HEART DRAWS A DREAM (2007년 8월 29일)
32. DAYBREAK'S BELL (2007년 10월 10일)
33. Hurry Xmas (2007년 11월 14일)
34. DRINK IT DOWN (2008년 4월 2일)
35. NEXUS 4 / SHINE (2008년 8월 27일)
36. BLESS (2010년 1월 27일)
37. GOOD LUCK MY WAY (2011년 6월 29일)
38. X X X (2011년 10월 12일)
39. CHASE (2011년 12월 21일)
40. EVERLASTING (2014년 8월 13일)
41. Wings Flap (2015년 12월 23일)
42. Don't be Afraid (2016년 12월 21일)

### 앨범

#### 정규 앨범
1. DUNE [한정판] (1993년 4월 10일) , DUNE (1993년 4월 27일) (indies album)
2. Tierra (1994년 7월 14일)
3. heavenly (1995년 9월 1일)
4. True (1996년 12월 12일)
5. HEART (1998년 2월 25일)
6. ark (1999년 7월 1일)
7. ray (1999년 7월 1일)
8. REAL (2000년 8월 30일)
9. SMILE (2004년 3월 31일)
10. AWAKE (2005년 6월 22일)
11. KISS (2007년 11월 21일)
12. BUTTERFLY (2012년 2월 8일)

#### 베스트앨범
- Clicked Singles Best 13 (2001년 3월 14일) (best album)
- The Best Of L'Arc~en~Ciel 1994-1998 (2003년 3월 19일) , (CD+DVD) [한정판] (2003년 3월 19일) (best album)
- The Best Of L'Arc~en~Ciel 1998-2000 (2003년 3월 19일) , (CD+DVD) [한정판] (2003년 3월 19일) (best album)
- The Best Of L'Arc~en~Ciel c/w (2003년 3월 19일) , (CD+DVD) [한정판] (2003년 3월 19일) (best album)
- QUADRINITY ~MEMBERS'S BEST SELECTIONS~ (2010년 3월 10일) , (CD+DVD) [한정판] (2010년 3월 10일)(best album)
- 20th L'Anniversary Best Album "TWENITY" (2011년 2월 16일) (best album)
- 20th L'Anniversary Best Album "TWENITY BOX" (2011년 3월 9일) , [완전 생산 한정판] (best album)

#### 다른 앨범
- ectomorphed works (2000년 6월 28일) (remix album)
- DUNE 10th Anniversary Edition (2004년 4월 21일) (memorial album)
- ark 15th Anniversary Expanded Edition (CD+DVD) [한정판] (2006년 12월 13일) (memorial album)
- ray 15th Anniversary Expanded Edition (CD+DVD) [한정판] (2006년 12월 13일) (memorial album)

## 라이브
- 난바 로켓츠에서 첫 라이브 (1991년 5월 30일)
- 첫 TOUR 'Close by DUNE' (1993년 6월 14일 ~ 8월 1일)
- TOUR 'FEEL OF DUNE' (1993년 11월 9일 ~ 12월 20일)
- TOUR '노스텔지아의 예감' (1994년 4월 3일 ~ 4월 15일)
- TOUR 'Sense of time'94' (1994년 7월 14일 ~ 8월 27일)
- 팬클럽 발족 기념 GIG 'Ciel/winter'95' (1995년 1월 24일 ~ 2월 4일)
- TOUR 'in CLUB'95' (1995년 5월 21일 ~ 6월 27일)
- TOUR 'heavenly'95' (1995년 9월 8일 ~ 10월 4일)
- TOUR 'The other side of heavenly'95' (1995년 12월 12일 ~ 12월 27일)
- TOUR 'Kiss me deadly heavenly'96' (1996년 4월 3일 ~ 5월 29일)
- 여름 투어 'BIG CITY NIGHTS ROUND AROUD'96' (1996년 8월 26일 ~ 9월 4일)
- TOUR'96~97 'Carnival of True' (1996년 12월 23일 ~ 1997년 1월 29일)
- 첫 도쿄돔 공연 '1997 REINCARNATION' (1997년 12월 23일)
- 전국 투어 'Tour'98 ハートに火をつけろ!' (1998년 5월 1일 ~ 10월 6일)
- 전국 투어 'Tour'98 ハートに火をつけろ!' 추가 공연 (1998년 10월 17일 ~ 10월 21일)
- 1999 GRAND CROSS TOUR (1999년 7월 17일 ~ 8월 22일)
- 카운트 다운 라이브 'RESET>>LIVE*000' (1999년 12월 31일 ~ 2000년 1월 1일)
- 라이브 하우스 투어 'CLUB CIRCUIT 2000 REALIVE' (2000년 10월 8일 ~ 10월 27일)
- 돔 투어 'TOUR 2000 REAL' (2000년 11월 4일 ~ 12월 6일)
- LIVE 'Shibuya Seven days 2003' (2003년 6월 28일 ~ 7월 6일)
- SMILE TOUR 2004 (2004년 5월 11일 ~ 6월 27일)
- 미국 볼티모어에서 'L'Arc~en~Ciel Live in USA' (2004년 7월 31일)
- AWAKE TOUR 2005 전야제 '오늘 밤 기적이 일어난다!?' (2005년 7월 28일)
- AWAKE TOUR 2005 (2005년 8월 6일 ~ 8월 31일)
- TOUR 'ASIALIVE 2005' (2005년 9월 3일 ~ 9월 25일)
- 15th L'Anniversary Live (2006년 11월 25일 ~ 11월 26일)
- 전국 홀 투어 'Are you ready? 2007 またハートに火をつけろ!' (2007년 6월 11일 ~ 8월 30일)
- 한국 'INCHEON PENTAPORT ROCK FESTIVAL 2007'에 일본인 아티스트 최초로 헤드라이너로서 참가 (2007년 7월 28일)
- TOUR 2007~2008 THEATER OF KISS (2007년 12월 22일 ~ 2008년 2월 17일)
- 첫 파리 공연을 포함한 투어 'TOUR 2008 L'7 ~Trans ASIA via PARIS~' (2008년 4월 19일 ~ 6월 8일)
- 20th L'Anniversary Starting Live "L'A HAPPY NEW YEAR!" (2011년 1월 1일)
- 20th L'Anniversary Live (2011년 5월 28일 ~ 5월 29일)
- 20th L'Anniversary TOUR (2011년 9월 10일 ~ 12월 4일)
- TV 아사히 드림 페스티벌 2011 (2011년 9월 23일)
- 20th L'Anniversary WORLD TOUR 2012 (2012년 3월 3일 ~ 5월 27일)
- 20th L'Anniversary Year Live in Hawaii (2012년 5월 31일)
- LIVE 2014 at 国立競技場(국립경기장) (2014년 3월 21일 ~ 3월 22일)
- LIVE 2015 L'ArCASINO (2015년 9월 21일 ~ 9월 22일)
- 25th L'Anniversary LIVE (2017년 4월 8일 ~ 4월 9일)
- Live L'ArCristmas 2018 (2018년 12월 19일 ~ 12월 20일)

## 같이 보기
- 뱀프스